# 倫皮拉港

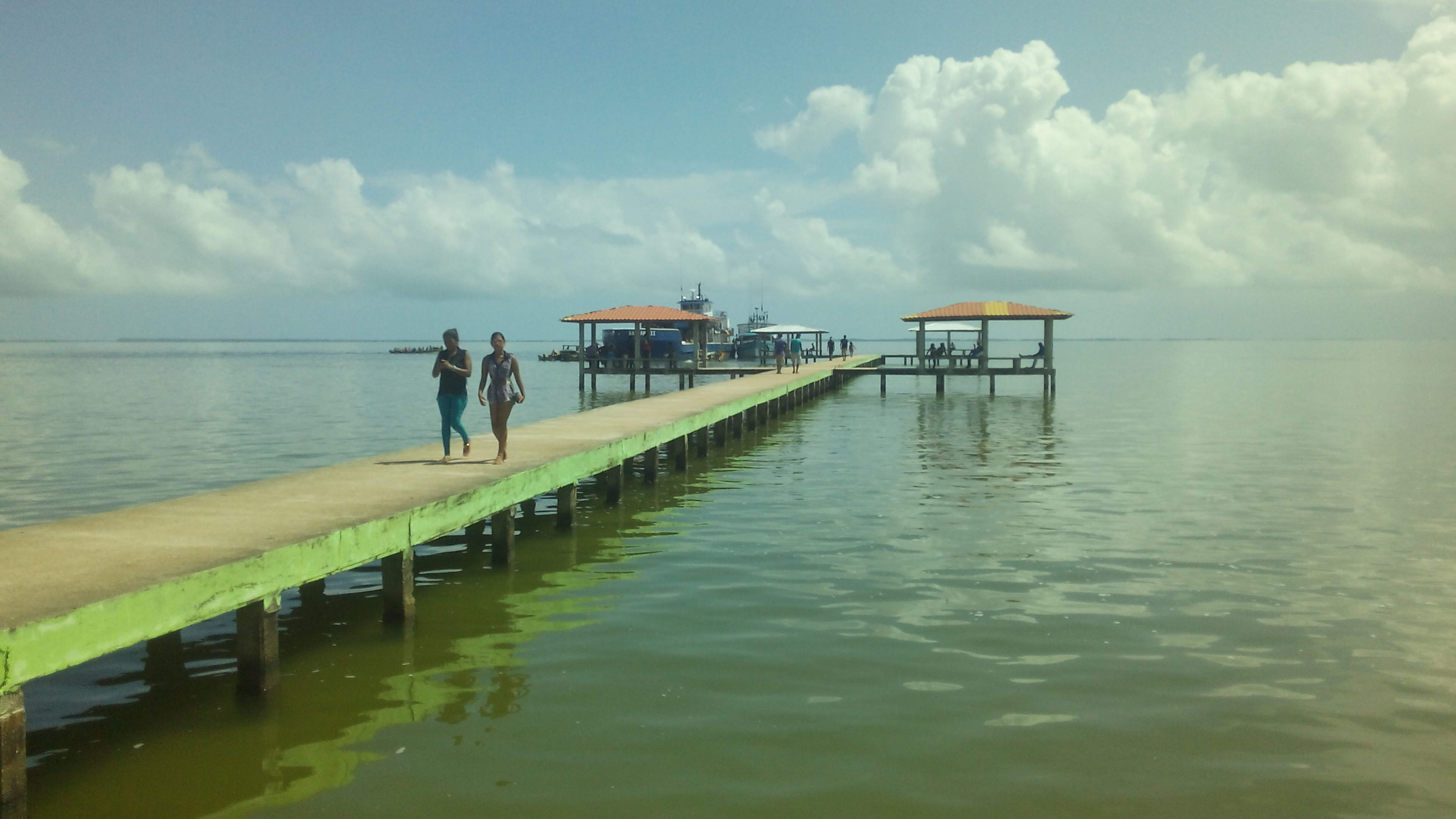
倫皮拉港

倫皮拉港（Puerto Lempira）是洪都拉斯的城市，由格拉西亞斯-阿迪奧斯省負責管轄，位於該國東部，面積8,063平方公里，處於海拔水平面，2001年人口23,333，人口密度為每平方公里2.9人。
15°16′N 83°46′W / 15.267°N 83.767°W